# Sara González
Sara González Gómez (Marianao, 13 luglio 1949 o 1951 – L'Avana, 1º febbraio 2012) è stata una cantautrice cubana, esponente di spicco del movimento culturale e musicale denominato Nueva trova cubana.

## Biografia
Negli anni sessanta realizza i suoi primi studi musicali con la chitarra prima e dal 1966 lo studio della viola nel Conservatorio Amadeo Roldán de L'Avana. Si laurea nella Escuela Nacional de Instructores de Arte, dove negli anni successivi ricoprirà il ruolo di professoressa di chitarra e solfeggio.
Sin dagli inizi prende parte al movimento della Nueva Trova cubana e, ancora oggi, ne è considerata come uno dei principali esponenti.
Dal 1972 forma parte del GESI (Grupo de Experimentación Sonora del ICAIC), dove studia composizione, armonia e orchestrazione con i maestri Leo Brouwer, Juan Elósegui, Federico Smith e Sergio Vitier.
Oltre all'attività discografica, Sara González, scrive musiche per il cinema, la televisione, la radio e realizza spettacoli di satira per il teatro.
Muore il 1º febbraio 2012 nel Centro de Investigaciones Médico Quirúrgica de L'Avana; le sue ceneri, dopo essere state esposte nell’ Instituto Cubano de Música, secondo le sue ultime volontà, sono state disperse dalla compagna Diana Balboa, all’entrata della Bahía de La Habana.
Nella sua carriera si è esibita in tutto il mondo e ha collaborato con numerosi artisti come Silvio Rodríguez, Pablo Milanés, Augusto Blanca, Juan Manuel Serrat, Chico Buarque, Mercedes Sosa, Soledad Bravo, Pete Seeger, Daniel Viglietti, Roy Brown, Pedro Guerra, Beth Carvalho, Liuba María Hevia, Anabel López, Marta Campos, Heidi Igualada, ed altri.
Nelle sue canzoni ha cantato versi di famosi poeti come José Martí, ma nella maggior parte dei casi era lei stessa a scrivere i testi che spesso affrontavano temi d’amore o politici (del 1973 è Girón, la victoria, omaggio alla vittoria sul tentativo d’invasione della Baia dei Porci del 1961).

## Discografia
Solista
- Versos de José Martí (1975)
- Sara (1977)
- Cuatro cosas (1982)
- Con un poco de amor (1987)
- Con apuro y paciencia (1990)
- Si yo fuera mayo (1996)
- Mírame (1998)
- Sin ir más lejos - Homenaje a Marta Valdés (2000)
- Son de ayer y de hoy (2001)
- Cantos de mujer (2004)
- Canto de mujer Vol. II (2009)

Altri lavori
Oltre alle innumerevoli collaborazioni o lavori collettivi, nel 2014 è uscito Sara, album tributo composto da canzoni di Sara González interpretate da artisti cubani e latinoamericani.